# Pierre Roy
Pierre Roy (Nantes, 1880 – Milano, 1950) è stato un pittore francese.
Nipote dello scrittore Jules Verne, il pittore Pierre Roy per quanto non abbia mai fatto parte formalmente del surrealismo, è considerato antesignano dei surrealisti e del realismo magico. Fu del resto ammirato da Jean Cocteau e Louis Aragon.